# Mario Rosini
Mario Rosini (Gioia del Colle, 6 novembre 1963) è un musicista e cantante italiano. Si è classificato al secondo posto al Festival di Sanremo 2004.

## Biografia
Da sempre appassionato alla musica e al canto, fin da bambino ha partecipato a diverse manifestazioni canore pugliesi come membro del Duo Rosini, assieme al fratello Gianni; i due hanno partecipato al "Cantapuglia" 1976, vincendo la manifestazione, e al Cantagiro 1980. Fino al 1984 ha frequentato il Conservatorio Niccolò Piccinni di Bari, studiandovi per 7 anni, prima di partire per Milano e intraprendere la carriera da solista.
Ha collaborato con artisti come Rossana Casale, Mick Goodrick, Sarah Jane Morris, Phil Palmer, Gino Vannelli, Pino Daniele; per il movimento ecclesiale cattolico Rinnovamento nello Spirito Santo ha registrato dal 2003 parti solistiche in diversi album RnS, tra cui Il tuo amore è grande.
Tra gli anni ottanta e novanta ha partecipato ai tour musicali di Anna Oxa, Grazia Di Michele, Mia Martini, Rossana Casale, Irene Grandi e Tosca.
Dopo aver ottenuto un contratto con la Cafè Concerto, casa discografica fondata da Federico Monti Arduini, nel 2004 ha partecipato al Festival di Sanremo con il brano Sei la vita mia, arrivando al secondo posto alle spalle del vincitore Marco Masini e terzo nella classifica del Premio della Critica "Mia Martini".
Nella stagione 2007/08 è stato a Rai Due grazie a Michele Bovi, esperto e conoscitore dell'universo musicale italiano e internazionale che, dopo aver scoperto la capacità di Rosini di creare in estemporanea, lo ha voluto nella sua rubrica Tg2 Punto.it: Rosini vi ha espresso tutto il suo estro di interprete e arrangiatore, eseguendo improvvisazioni di famosissimi brani che hanno fatto la storia della canzone italiana.
Mario Rosini è direttore e membro fondatore del Duni Jazz Choir, una formazione corale che negli ultimi anni ha spopolato sul web e non solo: è formata da 8 voci, una sezione ritmica e una sezione fiati.
È docente presso il Conservatorio Egidio Romualdo Duni di Matera, dove detiene la cattedra di canto jazz. Dal 2008 ricopre l'incarico di Presidente della Commissione Artistica del "Premio Mia Martini".
Nel 2024 ha partecipato alla quarta edizione di The Voice Senior su Rai 1, condotto da Antonella Clerici, entrando nel team di Arisa e arrivando tra i quattro finalisti.

## Discografia

### Album
- 1989 – Nuovo Repertorio Editoriale (Fonit Cetra; strumentale)
- 1990 – Magamusica (New Age Freeland; strumentale)
- 1992 – Mediterraneo centrale (New Age Freeland; strumentale)
- 1993 – Aura sonora (New Age Freeland; strumentale)
- 2005 – Cercando te (Cafè Concerto) pop
- 2006 – Be My Love (Cafè Concerto) jazz
- 2008 – Volare in alto (Cafè Concerto) pop
- 2009 – All By Myself (Cafè Concerto, CCI 6940) jazz
- 2012 – Meridies Madrigale (Cafè Concerto) jazz
- 2022 – Wavin' Time con Duni Jazz Choir (Abeat Records) jazz

### Singoli
- 2000 – Liberi/Libre soy (Edit Caliel)
- 2004 – Sei la vita mia (Cafè Concerto)
- 2005 – Non sarò/Lei (Cafè Concerto)
- 2005 – Sexy sexy (Cafè Concerto)
- 2007 – Innamorarmi ancora (Cafè Concerto)
- 2022 – A new sunrise con Duni Jazz Choir (Abeat Records)

## Riconoscimenti
- 2004 – 2º classificato al Festival di Sanremo
- 2004 – Premio "Gospel" di Conversano
- 2004 – Margherita d'oro -  Premio Alex Baroni a Margherita di Savoia
- 2004 – Premio "La Lampara" a Trani
- 2004 – Premio Mia Martini a Bagnara Calabra
- 2006 – Premio Le Veneri a Gallipoli